# Vedrana Rudan
Vedrana Rudan (ur. 1949 w Opatii) – chorwacka pisarka i dziennikarka.

## Życiorys
Przed wojną na Bałkanach i rozpadem Jugosławii pracowała w radiu. W 1991 została dziennikarskim wolnym strzelcem, obecnie publikuje felietony w tygodniku „Nacional”. Jej powieść Ucho, gardło, nóż (wydana w 2002) wywołała w Chorwacji skandal. Narratorką i główną postacią książki jest 50-letnia kobieta, która w swym – przesyconym wulgaryzmami i sarkastycznym humorem – monologu rysuje gorzki obraz otaczającej ją rzeczywistości. Tonka Babić nie oszczędza nikogo i niczego, równie ostro traktuje przeszłość i teraźniejszość. Najważniejszą warstwę książki stanowi jednak próba odpowiedzi na pytanie o pozycję kobiety we współczesnym świecie. Tekst jest chętnie wystawiany na scenach teatralnych, w Polsce monodram oparty na powieści Rudan zrealizowała Krystyna Janda i od 2005 roku gra go nieprzerwanie na scenie Teatru Polonia. Bohaterką jej następnej powieści, Miłości od ostatniego wejrzenia jest z kolei kobieta żyjąca w przemocowym związku. Na jej podstawie Iwona Kempa wyreżyserowała spektakl w warszawskim Teatrze Dramatycznym.
Jej książki są niezwykle popularne w krajach byłej Jugosławii, w tym także w Serbii. W Polsce dotychczas ukazało się pięć książek Chorwatki.

## Polskie przekłady
- Ucho, gardło, nóż (Uho, grlo, nož) tłum. Grzegorz Brzozowicz, Janusz Granat, Władysław Szablewski, wyd. Drzewo Babel 2004
- Miłość od ostatniego wejrzenia (Ljubav na posljednji pogled), tłum. Marta Dobrowolska-Kierył, wyd. Drzewo Babel 2005
- Murzyni we Florencji (Crnci u Firenci), tłum. Marta Dobrowolska-Kierył, wyd. Drzewo Babel 2010
- Oby cię matka urodziła (Dabogda te majka rodila), tłum. Marta Dobrowolska-Kierył, wyd. Drzewo Babel 2016
- Taniec wokół słońca. Autobiografia (Ples oko Sunca), tłum. Marta Dobrowolska-Kierył, wyd. Drzewo Babel 2021